# Phyllospongiinae
Phyllospongiinae Keller, 1889 è una sottofamiglia di spugne della famiglia Thorectidae.

## Tassonomia
Comprende i seguenti generi:
- Candidaspongia Bergquist, Sorokin e Karuso, 1999
- Carteriospongia Hyatt, 1877 (sin.: Polyfibrospongia)
- Lendenfeldia Bergquist, 1980
- Phyllospongia Ehlers, 1870 (sin.: Mauricea)
- Strepsichordaia Bergquist, Ayling e Wilkinson, 1988